# Evidence Makgopa
Sekotori Evidence Makgopa (5 giugno 2000) è un calciatore sudafricano, attaccante degli Orlando Pirates e della nazionale sudafricana.

## Caratteristiche tecniche
È un centravanti.

## Carriera

### Club
Cresciuto nel settore giovanile del Baroka, debutta in prima squadra il 23 febbraio 2020 in occasione dell'incontro di Coppa del Sudafrica vinto ai rigori contro gli Hungry Lions.

### Nazionale
Nel 2021 viene convocato dalla nazionale olimpica sudafricana per prendere parte alle Olimpiadi di Tokyo. Debutta il 22 luglio in occasione dell'incontro perso 1-0 contro il Giappone.
Nel 2023 viene convocato per la Coppa d'Africa.

## Statistiche
Statistiche aggiornate al 26 luglio 2021.

### Presenze e reti nei club
| Stagione        | Squadra         | Campionato      | Campionato | Campionato | Coppe nazionali | Coppe nazionali | Coppe nazionali | Coppe continentali | Coppe continentali | Coppe continentali | Altre coppe | Altre coppe | Altre coppe | Totale | Totale | Totale |
| Stagione        | Squadra         | Comp            | Pres       | Reti       | Comp            | Pres            | Reti            | Comp               | Pres               | Reti               | Comp        | Pres        | Reti        | Pres   | Reti   |        |
| --------------- | --------------- | --------------- | ---------- | ---------- | --------------- | --------------- | --------------- | ------------------ | ------------------ | ------------------ | ----------- | ----------- | ----------- | ------ | ------ | ------ |
| 2019-2020       | Baroka          | PD              | 8          | 4          | CS              | 3               | 1               |                    | -                  | -                  |             | -           | -           | 11     | 5      |        |
| 2020-2021       | Baroka          | PD              | 28         | 7          | CS              | 1               | 0               |                    | -                  | -                  |             | -           | -           | 29     | 7      |        |
| Totale carriera | Totale carriera | Totale carriera | 36         | 11         |                 | 4               | 1               |                    | -                  | -                  |             | -           | -           | 40     | 12     |        |

## Palmarès

### Club

#### Competizioni nazionali
- Coppa del Sudafrica: 1

Orlando Pirates: 2023-2024
- MTN 8: 2

Orlando Pirates: 2022, 2023